# Enzo Bentivoglio
Enzo Bentivoglio (Ferrara, 1575 circa – Roma, 25 novembre 1639) figlio di Cornelio Bentivoglio e di Isabella Bendidio. Marchese di Gualtieri dal 1619 al 1634. Marchese di Scandiano dal 1634 al 1639.

## Biografia
Enzo nacque probabilmente a Ferrara, da Cornelio e da Isabella Bendidio nel 1578.
Negli studi ricevette un’educazione nelle lettere, nelle arti e negli esercizi cavallereschi.
A seguito della devoluzione di Ferrara del 1598, il marchese Ippolito I Bentivoglio, fratellastro di Enzo, seguì il duca Cesare d'Este a Modena nella sua veste di comandante delle milizie estensi; Enzo, insieme ai fratelli Guido e Giovanni invece rimase a Ferrara, mantenendo ugualmente buoni rapporti con Casa d’Este.
Enzo Bentivoglio venne chiamato da papa Clemente VIII a far parte dei consiglieri cittadini e in tali ordini mantenne sempre posizioni di rilievo.
Nel 1601 fu promotore a Ferrara dell'Accademia degli Intrepidi e l'anno successivo, il 10 maggio, sposò Caterina (?-luglio 1638), figlia di Francesco Martinengo Colleoni e di Beatrice Langosco.
Nel 1608 fu per la comunità ferrarese ambasciatore a Roma. Nello stesso anno si offrì di bonificare le valli e i terreni ferraresi tra il Po e il Tartaro, fino ai confini con i territori veronesi e mantovani. Papa Paolo V il 17 febbraio 1609 autorizzò l'opera di bonifica che durò decenni e fu molto dispendiosa. Enzo Bentivoglio per finanziare l'opera istituì su concessione papale un monte di pietà.
Nel biennio 1613–1615 fece costruire un convento per i padri cappuccini e nel 1619 successe al fratellastro Ippolito Bentivoglio nel governo del marchesato di Gualtieri. Come suo padre Cornelio e come il fratellastro anche Enzo s'impegnò nel rendere la città di Gualtieri un importante centro del manierismo.
Nel 1620 gli Este gli concessero la cittadinanza modenese, e nel 1634 permutò il marchesato di Gualtieri con il marchesato di Scandiano. Nel feudo di Scandiano la famiglia Bentivoglio restaurò la rocca dei Boiardo iniziando i lavori per completarla, che tuttavia non ebbero seguito.
Enzo Bentivoglio, che fu uomo di lettere e poeta, morì a Roma il 25 novembre 1639 e venne sepolto a Ferrara nella chiesa di San Maurelio Vescovo e Martire.

## Discendenza
Da Caterina Martinengo ebbe i seguenti figli:
- Cornelio, quarto marchese di Scandiano 1639-1643
- Beatrice, sposò il 4 dicembre 1627[7] Ascanio Pio di Savoia (1588-7 ottobre 1649); Lucrezia, loro figlia, sposò il cugino Ippolito II Bentivoglio[8].
- Isabella, sposò il conte Cesare Mosti Estense;
- Maria (?-9 febbraio 1690[9]), monaca in S. Caterina martire con il nome di suor Maria Lucida, fu Priora;
- Ermes (m. 1655), uomo d'arme, fu nominato Maresciallo di Francia[10]
- Francesco (m. 1655), uomo d'arme, militò nelle Fiandre al servizio del Re di Spagna[11];
- Annibale (?-21 aprile 1663), sposò Semidea Leni (?-c. 1633) il 5 marzo 1626[12]; vedovo, entrò in religione; arcivescovo titolare di Tebe dal 6 marzo 1645, Nunzio apostolico a Firenze dal 20 aprile 1645 fino al novembre 1652[13]
- Giovanni (20 ottobre 1611-25 maggio 1694[14]), Priore di S. Romano in Ferrara e Abate di S. Maria in Cosmedin a Ravenna, dimorò in Francia[15];
- Scipione (nato morto nell'ottobre 1620)
- Guido (8 gennaio 1624-1º febbraio 1676)[16], entrò nell'ordine dei teatini e fu eletto Vescovo di Bertinoro nel 1660;
- n.n., monaca con il nome di suor Anna Maria

## Ascendenza
|                                               |   |                      | Genitori                                          |  |  | Nonni |  |  | Bisnonni                                    |  |  | Trisnonni                                   |  |
|                                               |   |                      |                                                   |  |  |       |  |  | Annibale II Bentivoglio, signore di Bologna |  |  | Giovanni II Bentivoglio, signore di Bologna |  |
|                                               |   |                      |                                                   |  |  |       |  |  | Annibale II Bentivoglio, signore di Bologna |  |  | Giovanni II Bentivoglio, signore di Bologna |  |
|                                               |   | Ginevra Sforza       |                                                   |  |  |       |  |  | Annibale II Bentivoglio, signore di Bologna |  |  |                                             |  |
| Costanzo Bentivoglio                          |   |                      |                                                   |  |  |       |  |  | Annibale II Bentivoglio, signore di Bologna |  |  |                                             |  |
|                                               |   | Lucrezia d'Este      | Ercole I d'Este, duca di Ferrara, Modena e Reggio |  |  |       |  |  |                                             |  |  |                                             |  |
|                                               |   | Lucrezia d'Este      | Ercole I d'Este, duca di Ferrara, Modena e Reggio |  |  |       |  |  |                                             |  |  |                                             |  |
|                                               |   | Lucrezia d'Este      | Ludovica Condolmieri                              |  |  |       |  |  |                                             |  |  |                                             |  |
| Cornelio I Bentivoglio, marchese di Gualtieri |   | Lucrezia d'Este      |                                                   |  |  |       |  |  |                                             |  |  |                                             |  |
|                                               |   | Guido Rangoni, conte | Uguccione Rangoni, conte                          |  |  |       |  |  |                                             |  |  |                                             |  |
|                                               |   | Guido Rangoni, conte | Uguccione Rangoni, conte                          |  |  |       |  |  |                                             |  |  |                                             |  |
|                                               |   | Guido Rangoni, conte | Eleonora Torelli                                  |  |  |       |  |  |                                             |  |  |                                             |  |
| Costanza Elena Rangoni                        |   | Guido Rangoni, conte |                                                   |  |  |       |  |  |                                             |  |  |                                             |  |
|                                               |   | Laura Sanvitale      | Jacopo Antonio Sanvitale, conte di Fontanellato   |  |  |       |  |  |                                             |  |  |                                             |  |
|                                               |   | Laura Sanvitale      | Jacopo Antonio Sanvitale, conte di Fontanellato   |  |  |       |  |  |                                             |  |  |                                             |  |
|                                               |   | Laura Sanvitale      | Veronica da Correggio                             |  |  |       |  |  |                                             |  |  |                                             |  |
| Enzo Bentivoglio, marchese di Scandiano       |   | Laura Sanvitale      |                                                   |  |  |       |  |  |                                             |  |  |                                             |  |
|                                               | … | …                    |                                                   |  |  |       |  |  |                                             |  |  |                                             |  |
|                                               | … | …                    |                                                   |  |  |       |  |  |                                             |  |  |                                             |  |
|                                               | … | …                    |                                                   |  |  |       |  |  |                                             |  |  |                                             |  |
| Nicolò Bendidio                               | … |                      |                                                   |  |  |       |  |  |                                             |  |  |                                             |  |
|                                               |   | …                    | …                                                 |  |  |       |  |  |                                             |  |  |                                             |  |
|                                               |   | …                    | …                                                 |  |  |       |  |  |                                             |  |  |                                             |  |
|                                               |   | …                    | …                                                 |  |  |       |  |  |                                             |  |  |                                             |  |
| Isabella Bendidio                             |   | …                    |                                                   |  |  |       |  |  |                                             |  |  |                                             |  |
|                                               |   | …                    | …                                                 |  |  |       |  |  |                                             |  |  |                                             |  |
|                                               |   | …                    | …                                                 |  |  |       |  |  |                                             |  |  |                                             |  |
|                                               |   | …                    | …                                                 |  |  |       |  |  |                                             |  |  |                                             |  |
| Alessandra Rossetti                           |   | …                    |                                                   |  |  |       |  |  |                                             |  |  |                                             |  |
|                                               |   | …                    | …                                                 |  |  |       |  |  |                                             |  |  |                                             |  |
|                                               |   | …                    | …                                                 |  |  |       |  |  |                                             |  |  |                                             |  |
|                                               |   | …                    | …                                                 |  |  |       |  |  |                                             |  |  |                                             |  |
|                                               |   | …                    |                                                   |  |  |       |  |  |                                             |  |  |                                             |  |